# Maia Challenger 2000
Il Maia Challenger 2000 è stato un torneo di tennis facente parte della categoria ATP Challenger Series nell'ambito dell'ATP Challenger Series 2000. Il torneo si è giocato a Maia in Portogallo dal 24 al 30 aprile 2000 su campi in terra rossa.

## Vincitori

### Singolare
Andrea Gaudenzi ha battuto in finale  Juan Ignacio Chela con il punteggio di 3–6, 7–5, 6–1.

### Doppio
Tomáš Cibulec /  Leoš Friedl hanno battuto in finale  Petr Pála /  Pavel Vízner con il punteggio di 6–3, 4–6, 6–4.